# 2011년 반 지진

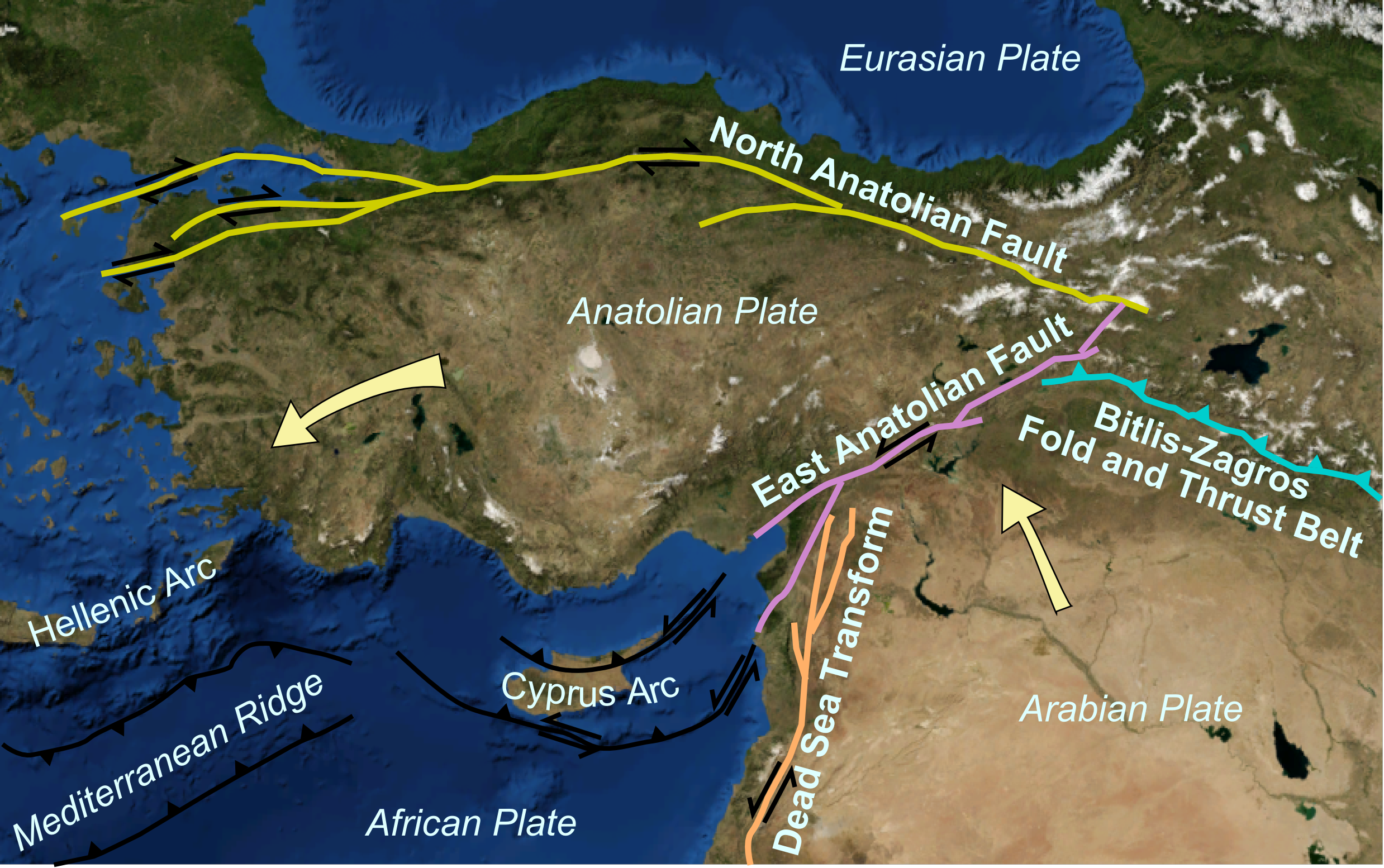

2011년 반 지진은(튀르키예어: 2011 Van depremi) 2011년 10월 23일 13시 41분에 튀르키예 반에서 일어난 규모 7.1의 지진이다. 진원의 깊이는 16km 정도로 얕았으며 터키 동부를 강타했다. 진앙은 반의 북동쪽 19km 지점이며 광범한 지역이 심각한 손상을 입거나 건물 구조에 타격을 받았다. 604명의 사망자와 4,152명의 부상자의 인명피해가 있었다. 이후 5개월간 규모 1.5에서 5.8사이의 크고 작은 지진이 9천여건 있었다.

## 같이 보기
- 튀르키예의 지진 목록
- 아나톨리아판
- 북아나톨리아 단층대